# 开封市中心医院
开封市中心医院是2012年9月由原开封市第一人民医院、开封市中西医结合医院、开封市口腔医院、开封眼病医院合并组建而成的，集医疗、教研、保健、康复于一体的豫东地区首家三级甲等医院。它是河南大学附属人民医院、国际（SOS）救援中心合作医院、卫生部国际紧急救援中心网络医院，开封市急救中心也附设在此。

## 简介
医院开放床位1800张，有专业科室57个，市级临床科研所和医学中心20个。
现有员工2100人。心血管内科、神经内科、肿瘤诊疗中心、肝胆外科、心胸外科、神经外科、烧伤整形科、眼科、耳鼻咽喉科、口腔科、检验科、介入放射学等专科处于省、市领先水平。

## 重点专科
- 心血管内科、神经内科为河南省临床重点培育专科
- 注射疗法治疗三叉神经痛技术居国内领先水平

## 医院地址
- 总院（开封市第一人民医院）：河道街85号；
- 眼病医院（开封眼病医院）：省府西街82号；
- 南院：五福路153号；
- 口腔医院（开封口腔医院）：东大街90号；
- 急救中心：东大街58号。